# Moraña
Moraña – gmina w Hiszpanii, w prowincji Pontevedra, w Galicji, o powierzchni 41,25 km². W 2011 roku gmina liczyła 4402 mieszkańców.